# Baoluo
Baoluo är en köping i Kina. Den ligger i provinsen Hainan, i den södra delen av landet, omkring 48 kilometer sydost om provinshuvudstaden Haikou. Antalet invånare är 12 893. Befolkningen består av 6 241 kvinnor och 6 652 män. Barn under 15 år utgör 19,0 %, vuxna 15-64 år 64 %, och äldre över 65 år 15,0 %.
Runt Baoluo är det ganska tätbefolkat, med 222 invånare per kvadratkilometer. Närmaste större samhälle är Jinshan, 18,3 km norr om Baoluo. Omgivningarna runt Baoluo är en mosaik av jordbruksmark och naturlig växtlighet.
Genomsnittlig årsnederbörd är 2 115 millimeter. Den regnigaste månaden är september, med i genomsnitt 339 mm nederbörd, och den torraste är januari, med 25 mm nederbörd.